# Coraline Jones
Coraline Jones es la protagonista de la novela corta Coraline, escrita por Neil Gaiman en 2002, así como de su adaptación cinematográfica animada en stop-motion de 2009, dirigida por Henry Selick. Se la retrata como una joven valiente, inteligente y curiosa que se embarca en un peligroso viaje para rescatar a sus padres y liberar las almas de otros niños atrapados por una entidad siniestra conocida como Beldam. Su voz es proporcionada por Dakota Fanning.

## Perfil
Coraline es una niña de 11 años. En la película, se la representa con el pelo azul teñido y suele llevar un impermeable y botas amarillas, lo que refleja su espíritu aventurero. Sus rasgos expresivos y su vestimenta subrayan su individualidad y determinación.

## Historia
Coraline se muda con sus padres a los apartamentos Palacio Rosa en Ashland, Oregon. Sintiéndose abandonada por sus ocupados padres e incomprendida por sus excéntricos vecinos, descubre una puerta oculta que conduce a un mundo alternativo. Este "Otro Mundo" refleja el suyo propio pero ofrece versiones aparentemente mejores de su vida, incluyendo padres atentos con ojos de botón.pronto se desmiente una oscura realidad, ya que la Otra Madre (Beldam) busca capturarla de forma permanente y coserle botones en los ojos.

## Personalidad
Coraline se caracteriza por su curiosidad, valentía e ingenio. A pesar de enfrentarse a desafíos temibles, demuestra resiliencia y rapidez de pensamiento, y a menudo utiliza su ingenio para superar a sus adversarios. Su fuerte sentido de la justicia y la empatía la impulsan a ayudar a los demás, incluso con gran riesgo personal.

## Aventura peligrosa
La aventura de Coraline comienza cuando encuentra una pequeña puerta tapiada en su nuevo hogar, que se abre a un mundo paralelo. En este "Otro Mundo", conoce a su "Otra Madre", una versión más amable de su verdadera madre, que tiene botones en lugar de ojos. Al principio, el mundo parece mágico, pero pronto descubre que la Otra Madre, llamada Beldam, roba almas. Beldam le ofrece quedarse, si acepta coserse botones en los ojos. Coraline se niega y se entera de que sus verdaderos padres han sido secuestrados. Con ayuda de un gato negro parlante, enfrenta trampas y rescata a sus padres y a niños fantasmas.

## Escapada del "Otro Mundo"
Coraline escapa del Otro Mundo mediante una combinación de planificación estratégica y observación. Después de descubrir que sus verdaderos padres están atrapados en un espejo y las almas de tres niños fantasmas están encarceladas, Coraline desafía a la Otra Madre a un juego para encontrar a sus padres y las almas de los niños perdidos en el Otro Mundo. Con una piedra con agujero, busca las almas ocultas y se orienta con la ayuda de un gato negro. Al recuperar tres almas, localiza a sus padres en una bola de nieve y engaña a la Otra Madre para volver al mundo real. Ella cierra la puerta y tira la llave en un pozo, impidiendo el acceso de la Otra Madre.